# ریچارد رابینز (آهنگساز)
ریچارد رابینز (انگلیسی: Richard Robbins؛ ۴ دسامبر ۱۹۴۰ – ۷ نوامبر ۲۰۱۲) آهنگساز و کارگردان اهل ایالات متحده آمریکا نامزد دو جایزه اسکار بود.

## فیلمشناسی
- هواردز اند
- طلاق (۲۰۰۳)
- قتل بی‌نقص (۱۹۸۸)